# Mistrzostwa Ameryki w Piłce Ręcznej Mężczyzn 2012
Mistrzostwa Ameryki w Piłce Ręcznej Mężczyzn 2012 (PanAmericano 2012) – piętnasta edycja mistrzostw Ameryki, która odbyła się w dniach 18–24 czerwca 2012 roku w stolicy Argentyny, Buenos Aires. W zawodach wzięło udział dziewięć reprezentacji z Ameryki Południowej, Północnej, Środkowej i Karaibów. Mistrzostwa były jednocześnie kwalifikacjami do Mistrzostw Świata 2013.
W zawodach zwyciężyła reprezentacja Argentyny, która w finale pokonała Brazylijczyków 22–21, trzecie miejsce zajęła natomiast drużyna Chile. Medaliści tego turnieju uzyskali awans na mistrzostwa świata.

## Uczestnicy
Dziesięć zespołów walczących o mistrzostwo kontynentu, a także o trzy miejsca na MŚ 2013, zostało ogłoszonych 15 maja 2012 roku, jednak po wycofaniu się Dominikany ostatecznie w turnieju wystąpiło dziewięć drużyn.
Spotkania zostały rozegrane w Centro Municipal de Deportes de Almirante Brown mieszczącym 3 000 widzów.
| Grupa A                                                          | Grupa B                                               |
| ---------------------------------------------------------------- | ----------------------------------------------------- |
| - Argentyna - Chile - Grenlandia - Stany Zjednoczone - Wenezuela | - Brazylia - Dominikana - Meksyk - Paragwaj - Urugwaj |

## Faza grupowa

### Grupa A
| 18 czerwca 201218:00 | Argentyna | 33:13(18:4) | Stany Zjednoczone | Centro Municipal de Deportes, Buenos Aires Widzów: 700 |
| 18 czerwca 201218:00 |           | 33:13(18:4) |                   | Centro Municipal de Deportes, Buenos Aires Widzów: 700 |

| 18 czerwca 201220:00 | Chile | 31:28(14:14) | Grenlandia | Centro Municipal de Deportes, Buenos Aires |
| 18 czerwca 201220:00 |       | 31:28(14:14) |            | Centro Municipal de Deportes, Buenos Aires |

| 19 czerwca 201218:00 | Chile | 34:25(20:13) | Wenezuela | Centro Municipal de Deportes, Buenos Aires Widzów: 300 |
| 19 czerwca 201218:00 |       | 34:25(20:13) |           | Centro Municipal de Deportes, Buenos Aires Widzów: 300 |

| 19 czerwca 201221:00 | Grenlandia | 18:24(8:10) | Argentyna | Centro Municipal de Deportes, Buenos Aires Widzów: 3 000 |
| 19 czerwca 201221:00 |            | 18:24(8:10) |           | Centro Municipal de Deportes, Buenos Aires Widzów: 3 000 |

| 20 czerwca 201219:00 | Stany Zjednoczone | 43:28(24:16) | Wenezuela | Centro Municipal de Deportes, Buenos Aires Widzów: 2 000 |
| 20 czerwca 201219:00 |                   | 43:28(24:16) |           | Centro Municipal de Deportes, Buenos Aires Widzów: 2 000 |

| 20 czerwca 201221:00 | Argentyna | 23:23(10:13) | Chile | Centro Municipal de Deportes, Buenos Aires Widzów: 4 000 |
| 20 czerwca 201221:00 |           | 23:23(10:13) |       | Centro Municipal de Deportes, Buenos Aires Widzów: 4 000 |

| 21 czerwca 201218:00 | Argentyna | 47:15(27:7) | Wenezuela | Centro Municipal de Deportes, Buenos Aires Widzów: 1 500 |
| 21 czerwca 201218:00 |           | 47:15(27:7) |           | Centro Municipal de Deportes, Buenos Aires Widzów: 1 500 |

| 21 czerwca 201220:00 | Stany Zjednoczone | 27:36(15:15) | Grenlandia | Centro Municipal de Deportes, Buenos Aires |
| 21 czerwca 201220:00 |                   | 27:36(15:15) |            | Centro Municipal de Deportes, Buenos Aires |

| 22 czerwca 201216:00 | Grenlandia | 41:35(20:14) | Wenezuela | Centro Municipal de Deportes, Buenos Aires Widzów: 1 500 |
| 22 czerwca 201216:00 |            | 41:35(20:14) |           | Centro Municipal de Deportes, Buenos Aires Widzów: 1 500 |

| 22 czerwca 201218:00 | Stany Zjednoczone | 19:35(7:22) | Chile | Centro Municipal de Deportes, Buenos Aires Widzów: 400 |
| 22 czerwca 201218:00 |                   | 19:35(7:22) |       | Centro Municipal de Deportes, Buenos Aires Widzów: 400 |

### Grupa B
| 19 czerwca 201214:00 | Paragwaj | 11:39(4:23) | Brazylia | Centro Municipal de Deportes, Buenos Aires |
| 19 czerwca 201214:00 |          | 11:39(4:23) |          | Centro Municipal de Deportes, Buenos Aires |

| 19 czerwca 201216:00 | Urugwaj | 26:13(15:4) | Meksyk | Centro Municipal de Deportes, Buenos Aires |
| 19 czerwca 201216:00 |         | 26:13(15:4) |        | Centro Municipal de Deportes, Buenos Aires |

| 20 czerwca 201215:00 | Paragwaj | 16:25(10:12) | Urugwaj | Centro Municipal de Deportes, Buenos Aires |
| 20 czerwca 201215:00 |          | 16:25(10:12) |         | Centro Municipal de Deportes, Buenos Aires |

| 20 czerwca 201217:00 | Meksyk | 12:37(8:14) | Brazylia | Centro Municipal de Deportes, Buenos Aires |
| 20 czerwca 201217:00 |        | 12:37(8:14) |          | Centro Municipal de Deportes, Buenos Aires |

| 21 czerwca 201214:00 | Meksyk | 16:22(9:13) | Paragwaj | Centro Municipal de Deportes, Buenos Aires Widzów: 3 000 |
| 21 czerwca 201214:00 |        | 16:22(9:13) |          | Centro Municipal de Deportes, Buenos Aires Widzów: 3 000 |

| 21 czerwca 201216:00 | Brazylia | 42:16(19:9) | Urugwaj | Centro Municipal de Deportes, Buenos Aires Widzów: 2 000 |
| 21 czerwca 201216:00 |          | 42:16(19:9) |         | Centro Municipal de Deportes, Buenos Aires Widzów: 2 000 |

## Faza pucharowa

### Mecze o miejsca 7–9
| 23 czerwca 201217:00 | Wenezuela | 28:23(12:8) | Meksyk | Centro Municipal de Deportes, Buenos Aires Widzów: 500 |
| 23 czerwca 201217:00 |           | 28:23(12:8) |        | Centro Municipal de Deportes, Buenos Aires Widzów: 500 |

| 24 czerwca 201209:00 | Stany Zjednoczone | 33:17(15:10) | Meksyk | Centro Municipal de Deportes, Buenos Aires |
| 24 czerwca 201209:00 |                   | 33:17(15:10) |        | Centro Municipal de Deportes, Buenos Aires |

### Mecze o miejsca 5–6
| 23 czerwca 201217:00 | Grenlandia | 38:19(20:11) | Paragwaj | Centro Municipal de Deportes, Buenos Aires |
| 23 czerwca 201217:00 |            | 38:19(20:11) |          | Centro Municipal de Deportes, Buenos Aires |

### Mecze o miejsca 1–4
|  | Półfinały | Półfinały | Półfinały |  |  | Finał             | Finał             | Finał             |
|  |           |           |           |  |  |                   |                   |                   |
|  | 1         | Argentyna | 28        |  |  |                   |                   |                   |
|  | 4         | Urugwaj   | 13        |  |  |                   |                   |                   |
|  |           |           |           |  |  |                   | Argentyna         | 22                |
|  |           |           |           |  |  |                   | Brazylia          | 21                |
|  | 2         | Brazylia  | 35        |  |  |                   |                   |                   |
|  | 3         | Chile     | 33        |  |  | Mecz o 3. miejsce | Mecz o 3. miejsce | Mecz o 3. miejsce |
|  |           |           |           |  |  |                   |                   |                   |
|  |           |           |           |  |  |                   | Urugwaj           | 27                |
|  |           |           |           |  |  |                   | Chile             | 37                |

| 23 czerwca 201213:00 | Argentyna | 28:13(14:7) | Urugwaj | Centro Municipal de Deportes, Buenos Aires |
| 23 czerwca 201213:00 |           | 28:13(14:7) |         | Centro Municipal de Deportes, Buenos Aires |

| 23 czerwca 201215:00 | Brazylia | 35:33(20:14) | Chile | Centro Municipal de Deportes, Buenos Aires Widzów: 2 000 |
| 23 czerwca 201215:00 |          | 35:33(20:14) |       | Centro Municipal de Deportes, Buenos Aires Widzów: 2 000 |

| 24 czerwca 201213:00 | Urugwaj | 27:37(12:16) | Chile | Centro Municipal de Deportes, Buenos Aires |
| 24 czerwca 201213:00 |         | 27:37(12:16) |       | Centro Municipal de Deportes, Buenos Aires |

| 24 czerwca 201211:00 | Argentyna | 22:21(12:12) | Brazylia | Centro Municipal de Deportes, Buenos Aires |
| 24 czerwca 201211:00 |           | 22:21(12:12) |          | Centro Municipal de Deportes, Buenos Aires |

## Klasyfikacja końcowa
| Miejsce | Reprezentacja     | Uwagi          |
| ------- | ----------------- | -------------- |
| złoto   | Argentyna         | awans: MŚ 2013 |
| srebro  | Brazylia          | awans: MŚ 2013 |
| brąz    | Chile             | awans: MŚ 2013 |
| 4.      | Urugwaj           | -              |
| 5.      | Grenlandia        | -              |
| 6.      | Paragwaj          | -              |
| 7.      | Stany Zjednoczone | -              |
| 8.      | Wenezuela         | -              |
| 9.      | Meksyk            | -              |